# Bésame Mucho
（西班牙語：[ˈbesame ˈmutʃo]，直译是“多多地吻我”），是由墨西哥词曲作家孔苏埃洛·贝拉斯克斯在1940年创作的歌曲。此歌曲自20世纪以来深受喜爱，为拉丁音樂历史上重要的曲目之一。1999年时确认为历史上录制及翻唱最多的西班牙语歌曲。

## 灵感
据贝拉斯克斯自己介绍，当她创作该歌曲时自己从未接吻过，在她那个时候她被告知接吻是一项原罪。
她是受到西班牙作曲家恩里克·格拉纳多斯1911年创作的一首钢琴曲目受到启发的。该歌曲的另一个显而易见的灵感是来自罗伯特·舒曼的钢琴协奏曲。